# 槌球
槌球（英語：Croquet），又稱為門球，是一種以球桿擊打木球或塑膠球通過ㄇ字型球門（嵌於草地球場，英國稱hoops，在美國通常稱為wickets）的運動。
其國際管理機構是為世界槌球聯合會。
這種遊戲起源於十二世紀的法國（稱為Jeu de mail，後來演變為Pall-mall，有可能也是室內撞球的前身），當代版本的槌球則是在1830年代出現於愛爾蘭，是高爾夫球的遠親。二十年後，被引入英國作為貴族的愛好。到1870 年代，這項運動已遍及所有英國殖民地。這也是1900年巴黎奧運的比賽項目。

## 變化
當前的槌球有多種變化，得分系統、擊球順序和佈局方面皆有所不同（特別是在社交遊戲中，必須適應比標準比賽場地小的場地）。比賽形式有分兩種「英式槌球」（association croquet）和「高爾夫槌球」，具有國際公認的規則，並在世界多個地區進行。美國則有自己的一套國內規則。日式槌球是一項受槌球影響而誕生於日本的運動，主要在東亞、東南亞和美洲進行，可看作是槌球的一種變形。

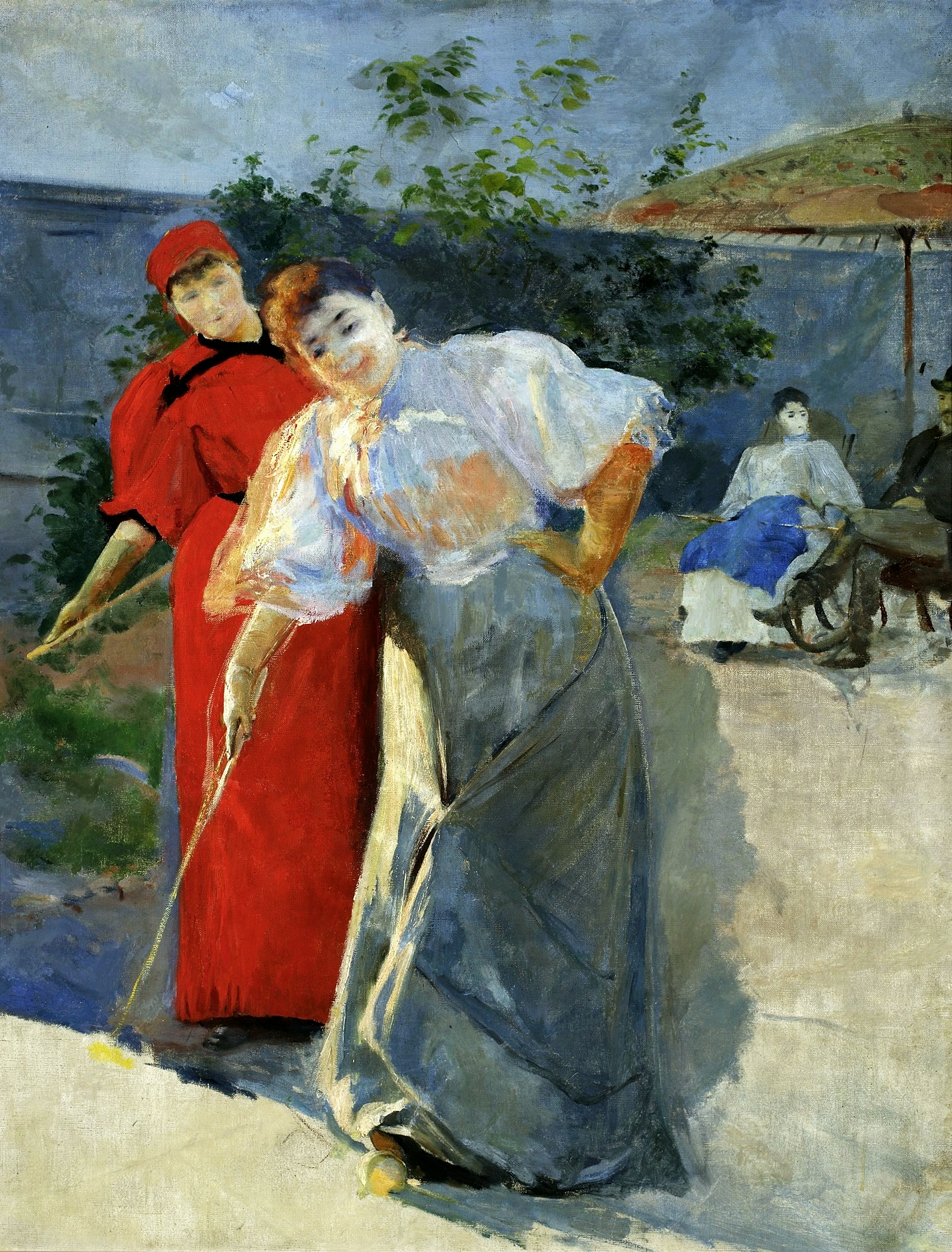
一場槌球遊戲（1892-1895），萊昂·揚·維佐科夫斯基，華沙國家博物館，華沙